# Cimangguhilir
Cimangguhilir is een bestuurslaag in het regentschap Majalengka van de provincie West-Java, Indonesië. Cimangguhilir telt 4451 inwoners (volkstelling 2010).